# Louisville and Nashville 152
A Louisville & Nashville 152 egy állagában megóvott, K-2a osztályú, 4-6-2 „Pacific” tengelyelrendezésű gőzmozdony, amely szerepel a történelmi helyek nemzeti nyilvántartásában, és jelenleg a Kentucky állambeli Nelson megye legdélebbi részén, New Havenben a Kentucky Vasúti Múzeumban található. Ez a legrégebbi ismert, fennmaradt 4-6-2 „Pacific” sorozatú gőzmozdony. Ez a mozdony Kentucky „hivatalos állami mozdonya” is, ezt a címet 2000. március 6-án kapta. A mozdony jelenleg a Kentucky Vasúti Múzeum tulajdonában van, a múzeum szakemberei állítják vissza üzemképes állapotba.

## Története
A 152-es sorozatszámú L&N mozdonyt a Rogers Locomotive Works építette 1905-ben a New Jersey állambeli Patersonban, a Rogers által adott gyári száma 6256 volt. A mozdonyt a Louisville and Nashville Railroad vásárolta meg további négy hasonló Pacifickel együtt darabonként 13 406 dollárért. Az L&N elégedett volt az öt Pacifickel, ezért további negyvenet vásárolt, amelyeket a Rogers Locomotive Works (amely ekkor már az American Locomotive Company tulajdonában volt) 1906 és 1910 között értékesített az L&N-nek.
Az L&N 152-es számú mozdony eredetileg Alabama, Georgia, Kentucky és Tennessee államok állomásait szolgálta ki. 1912-ben Theodore Roosevelt kampányvonatát húzta Louisville és Cincinnati között. Amikor az 1920-as években az L&N erősebb mozdonyokat vásárolt, a Pacifickeket a földrajzilag síkabb területre, az Öböl-partra osztották be. A vasúti naplók bizonyítják, hogy a 152-es számú mozdony a számos „Pan American” személyszállító vonat egyikeként közlekedett. A 152-es számú vonat továbbította azt a kocsit is, amelyben Al Capone az Alcatrazba vezető úton tartózkodott. Az idő múlásával a 152-es számú vonatot egyre kevésbé fontos útvonalakon használták. 1953. február 17-én az utolsó megmaradt "K" sorozatú Pacific-et, a 152-est az L&N nyugdíjazta, sorsa bizonytalan volt. Ez idő alatt az alabamai Mobile-ban tárolták. Az L&N elnöke, John E. Tilford személyesen rendelte el, hogy a mozdonyt ne vágják szét ócskavasként.
Végül a 152-es számú mozdony a Kentucky Vasúti Múzeumba került, amely akkoriban a Kentucky állambeli Louisville-ben, az 1837 East River Roadon állt; ez a mozdony volt a múzeum egyik első darabja. Harminc éven át nem működött. Tizenhárom évnyi munka után, 1985 szeptemberében a Nemzeti Park Szolgálat és a Brown Alapítvány finanszírozásának köszönhetően harminckét év után fűtötték fel először. 1986. április 26-án a mozdony a turizmus szolgálatába állt, hét vasúti kocsit húzott, összesen 365 utassal. A felújítás ideje alatt a River Roadon maradt, miközben a múzeum többi része új helyére, Ormsby Stationre költözött. 1987 októberében a 152-est a Norfolk Southernnek adták bérbe, hogy gőzvontatásprogramjuk keretében kirándulásokon használják, itt összesen 3 utat teljesített. 1987 és 1988 között a 152-es számos fővonali kirándulást tett a TTI és a CSX pályáin. 1990-ben, a Kentucky Vasúti Múzeum New Havenbe költözésével a 152-es által vontatott fővonali kirándulásoknak vége szakadt. A következő 21 évben a 152-es számú mozdony turistavonatokat húzott a múzeum egykori Louisville és Nashville Libanon ágán New Havenből a Kentucky állembeli Bostonba, valamint szerepelt az ABC News Out of New York című filmjében valamint a BBC és a Discovery Channel közös, Take Me to Chicago című dokumentumfilmjében.
2011. szeptember 10-én a 152-es számú mozdonyt kazánproblémák miatt a 2011-es szezon hátralévő részére kivonták a forgalomból. A múzeum munkatársai szkeptikusan nyilatkoztak arról, hogy finanszírozás nélkül a mozdony nagyobb munkálatok nélkül vissza tud-e térni a használatba. A mozdony következő nagyjavítását 2015. július 1-jén kezdték meg. A 2021-es állapot szerint a felújítás még mindig folyamatban van, és a Kentucky Vasúti Múzeum honlapján jelenleg is fogadnak adományokat.
Amikor a mozdony eredetileg felkerült a nemzeti regiszterbe, a Kentucky Railway Museum eredeti helyén, a Kentucky állambeli Louisville-ben állt. Amikor a múzeum New Havenbe költözött, a 152-es számú mozdony is vele együtt ment oda. A 152-es számú egyike a Kentucky Vasúti Múzeum négy vasúti járművének, amelyek szerepelnek a nemzeti regiszterben. A többiek a Frankfort and Cincinnati Model 55 vasúti kocsi, a 665-ös számú Louisville and Nashville Combine Car és a Mt. Broderick Pullman Car.

## Fordítás
- Ez a szócikk részben vagy egészben  a   Louisville and Nashville 152 című angol Wikipédia-szócikk ezen változatának fordításán alapul.  Az eredeti cikk szerkesztőit annak laptörténete sorolja fel. Ez a jelzés csupán a megfogalmazás eredetét és a szerzői jogokat jelzi, nem szolgál a cikkben szereplő információk forrásmegjelöléseként.